# Abbaye de Strowry
L’abbaye d'Abbeystrowry ou de Strowry (en irlandais Mainistir na Sruthra, parfois également appelée de Skibbereen, est une ancienne abbaye cistercienne féminine, située à Skibbereen, à l'extrême su-ouest de l'Irlande.
Fondée probablement en 1228, elle est mal connue de l'historiographie. En 1541, la dissolution la ferme et l'abbaye est peu à peu détruite.
Lors de la Grande famine irlandaise, huit à dix mille victimes sont jetées dans des fosses communes creusées à l'emplacement même de l'abbaye.
Quelques décennies plus tard, les moines de Mount Melleray forment le projet de faire revivre l'abbaye, et d'y placer une communauté de trappistines. Mais ce projet échoue, et c'est finalement l'abbaye de Glencairn qui est fondée au XXe siècle pour accueillir une communauté trappistine.

## Localisation et toponymie
L'abbaye est située juste en aval de Skibbereen, sur la rive droite de la rivière Ilen (en) ; un faubourg de Skibbereen, Abbeystrowry ou Abbeystrewery, y rappelle sa lointaine existence.
En irlandais, l'abbaye est nommée Mainistir na Sruthra ou Mainistir na Sruthrach, c'est-à-dire « abbaye du flux », faisant référence à sa situation en bordure de l'estuaire.

## Histoire

### Fondation
L'abbaye est fondée en 1228 par des moniales cisterciennes qui sont placées sous la responsabilité du monastère d'Abbeymahon.

### Dissolution
L'histoire du monastère est par ailleurs très peu connue ; on connaît la date de dissolution en 1541.

### Grande famine

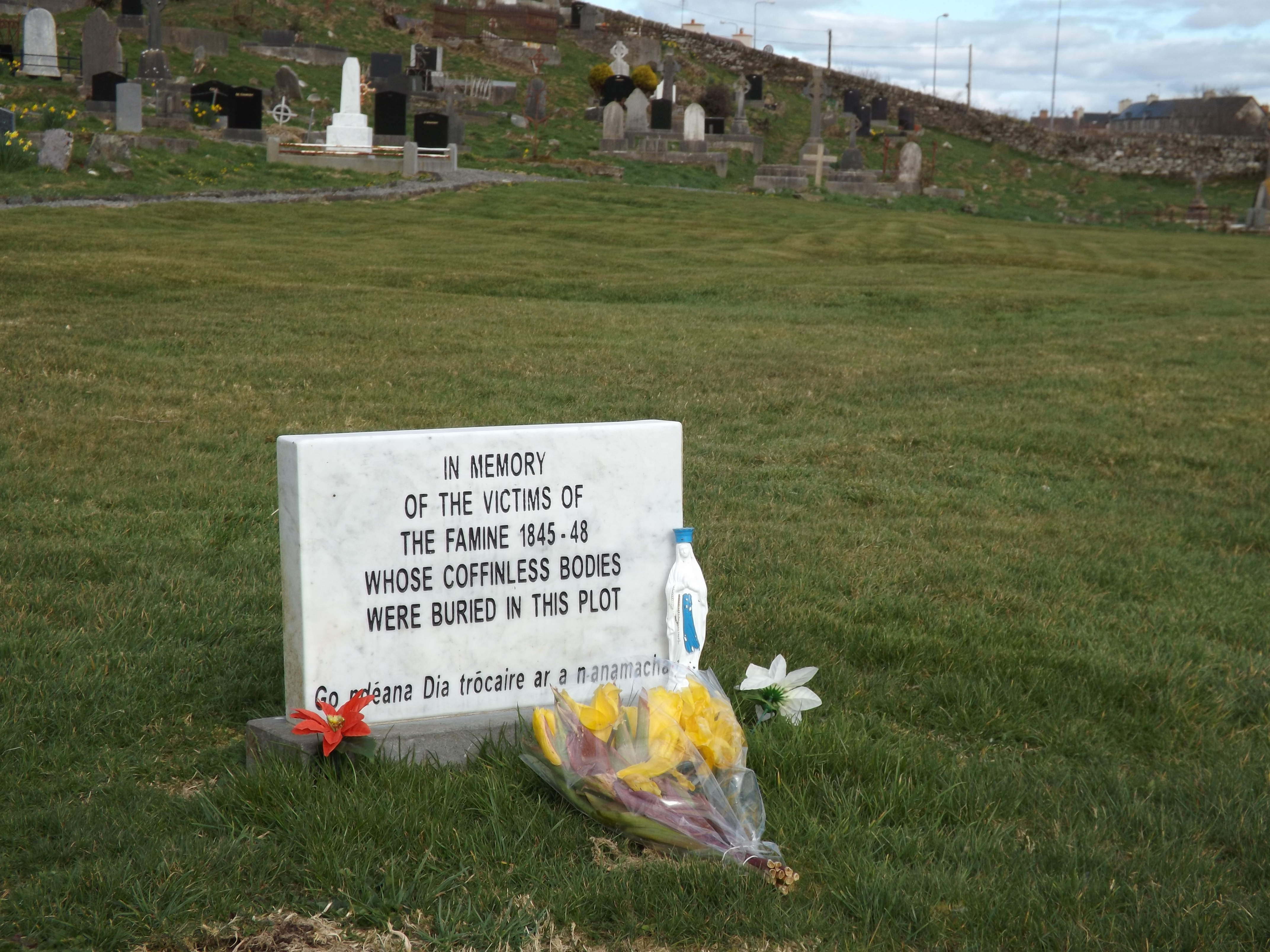
Plaque commémorative des victimes de la Grande Famine enterrées dans la fosse commune, au milieu du cimetière d'Abbeystrowry.

À l'emplacement de l'ancienne abbaye est construit un cimetière. Outre quelques tombes individuelles, une gigantesque fosse commune y est creusée pour ensevelir les huit mille à dix mille personnes victimes, à Skibbereen et aux alentours, de la Grande famine irlandaise,.

### Tentative de réouverture de l'abbaye
En 1862, les moines trappistes de Mount Melleray tentent de fonder une communauté-sœur pour les religieuses, mais ce projet échoue. Ce n'est finalement que 70 ans plus tard qu'une abbaye trappiste féminine est fondée en Irlande, à Glencairn.